# Szwajcaria na Letnich Igrzyskach Olimpijskich 1948
Szwajcarię na Letnich Igrzyskach Olimpijskich 1948 reprezentowało 181 zawodników, 173 mężczyzn i 8 kobiet.

## Zdobyte medale
| Medal  | Zawodnik | Dyscyplina    | Konkurencja                     |
| ------ | --- | ------------- | ------------------------------- |
| Złoto  | Hans Moser | Jeździectwo   | Ujeżdżenie indywidualnie        |
| Złoto  | Michael Reusch                                                                                                   | Gimnastyka    | Poręcz                          |
| Złoto  | Josef Stalder | Gimnastyka    | Drążek                          |
| Złoto  | Karl Frei | Gimnastyka    | Kółka                           |
| Złoto  | Emil Grunig | Strzelectwo   | Karabin dowolny 3 postawy 300 m |
| Srebro | Gaston Godel | Lekkoatletyka | chód na 50 km                   |
| Srebro | Oswald Zappelli                                                                                                  | Szermierka    | Szabla indywidualnie            |
| Srebro | Walter Lehmann                                                                                                   | Gimnastyka    | Wielobój indywidualnie          |
| Srebro | Walter Lehmann                                                                                                   | Gimnastyka    | Drążek                          |
| Srebro | Michael Reusch                                                                                                   | Gimnastyka    | Kółka                           |
| Srebro | Michael Reusch Josef Stalder Walter Lehmann Christian Kipfer Karl Frei Emil Studer Robert Lucy Melchior Thälmann | Gimnastyka    | Indywidualnie                   |
| Srebro | Hans Kalt Josef Kalt                                                                                             | Wioślarstwo   | Dwójka bez sternika             |
| Srebro | Rudolf Reichling Erich Schriever Émile Knecht Pierre Stebler André Moccand                                       | Wioślarstwo   | Czwórka ze sternikiem           |
| Srebro | Rudolf Schnyder                                                                                                  | Strzelectwo   | Pistolet 50 m                   |
| Srebro | Fritz Stöckli | Zapasy        | Waga półciężka w stylu wolnym   |
| Brąz   | Fritz Schwab | Lekkoatletyka | chód na 10 km                   |
| Brąz   | Christian Kipfer                                                                                                 | Gimnastyka    | Poręcz                          |
| Brąz   | Josef Stalder | Gimnastyka    | Poręcz                          |
| Brąz   | Adolf Müller | Zapasy        | Waga piórkowa w stylu wolnym    |
| Brąz   | Hermann Baumann                                                                                                  | Zapasy        | Waga lekka w stylu wolnym       |